# Der König und die tugendhafte Frau
Der König und die tugendhafte Frau ist eine Erzählung aus den Geschichten aus Tausendundeiner Nacht. In der Arabian Nights Encyclopedia wird sie als ANE 138 gelistet.

## Handlung
Ein König zog einmal verkleidet aus, um zu sehen, wie die Untertanen lebten. Da kam er in einem Dorf durstig an ein Haus und bat die Dame des Hauses um etwas Wasser. Der König war fasziniert von der Schönheit der Frau und wollte sie verführen. Die Frau erkannte seine wahre Identität jedoch, bat ihn ins Haus und gab ihm ein Buch, in dem es um die Strafen für Unzucht und Ehebruch geht. Der König verließ daraufhin beschämt das Haus. Später erzählte die Frau ihrem Gatten, was geschehen war, doch dieser war so verstört, dass er sich ihr nicht mehr näherte und zum König ging, um mit einem Gleichnis zu erfahren, ob seine Frau Ehebruch begangen hatte oder nicht. Der König versteht und verneint wahrheitsgemäß.

## Hintergrund

### Textherkunft in Tausendundeine Nacht
Die Geschichte findet sich in den ägyptischen Manuskripten und den frühen arabischen Druckfassungen. Auf die Kalkutta II-Ausgabe griffen für ihre Übersetzungen Richard Francis Burton und Enno Littmann zurück.

### Rezeption
In der klassisch-arabischen Literatur wird die Geschichte gewöhnlich über den persischen König Kisrâ Abarvîz erzählt. Neben der ersten überlieferten Version in al-Mahâsin wa-'l-masâwî von al-Bayhaqi (10. Jahrhundert) wird die Geschichte in Hayât al-hayawân von al-Damiri (gest. 1405), Thamarât al-awrâq von Ibn Hiddscha al-Hamawi (gest. 1434), al-Mustatraf von al-Ibschihi (15. Jahrhundert) und I'lam al-Nas von Muhammad Diyab al-Itlidi (17. Jahrhundert) berichtet.

### Andere Fassungen
Andere Fassungen der Geschichte sind etwa Firuz und seine Frau (ANE 285).

## Ausgaben
- Enno Littmann: Die Erzählungen aus den tausendundein Nächten, Insel Verlag, Frankfurt 1968 (Erstausgabe 1922–1928), 6 Bände (Kalkutta-II-Edition), Band 3, S. 539–541.